# Iso Arttajärvi
Iso Arttajärvi eller Stuorrâ Árttáájävri är en sjö i Finland. Den ligger i kommunen Enare i landskapet Lappland, i den norra delen av landet, 900 km norr om huvudstaden Helsingfors. Iso Arttajärvi ligger 203,7 meter över havet. Arean är 79,7 hektar och strandlinjen är 12,36 kilometer lång. Sjön  ingår i Tuulomajokis huvudavrinningsområde.   Iso Arttajärvi ligger i den sydvästra kanten av Tsarmitunturi ödemarksområde.